# مخزون المعادن في المجتمع
كان تقرير مخزون المعادن في المجتمع: تكوين علمي أول التقييمات العلمية الستة عن الفلزات في العالم التي نشرتها هيئة الموارد الدولية (IRP) التابعة لـبرنامج الأمم المتحدة للبيئة. وتقدم هيئة الموارد الدولية تقييمات علمية مستقلة ومشورة الخبراء في عدة مجالات متنوعة، منها:
- حجم احتياطات مادة خام معينة ومدى الكفاءة التي يتم بها استخدام هذه المادة
- الآثار البيئية لدورة حياة المنتجات والخدمات المستهلكة في جميع أنحاء العالم على المدى الطويل
- خيارات تلبية الاحتياجات الإنسانية والاقتصادية بأقل وأنظف الموارد.

## حول التقرير
كانت المعادن من الأولويات المبكرة لهيئة الموارد الدولية، نظرًا لمعرفة القليل بها، أو بآثارها، أو أهميتها الاقتصادية، أو ندرتها. ويهدف التقرير إلى حساب كمية المعادن الموجودة في المجتمع وتقييم إمكانية تخزينها لتعويض الطلب على المعادن الخام. فمعرفة حجم مخزون المعادن المستخدمة حاليًا وطول عمر تلك المعادن، قد يساعد المخططين في معرفة وقت دخول هذه المخزونات المعدنية في عملية إعادة التدوير أو المخلفات الصناعية. وقد ذكر التقرير أن هناك احتمالات متزايدة لوجود مزيد من الموارد المعدنية في «المناجم فوق سطح الأرض»، واكتشف الباحثون أن هناك حوالي 50 كجم من النحاس فوق سطح الأرض لكل شخص على وجه الأرض، وأكثر من طنين من الحديد لكل فرد. ومع ذلك، فقد لاحظوا وجود تفاوت هائل بين الدول المتقدمة والنامية في مخزونات المعادن العالمية، بما في ذلك البرازيل، والصين، والهند.
ويعد حساب «المخزونات البشرية» من المعادن التي هي بالفعل قيد الاستخدام في المجتمع مؤشرًا أوليًا لتحفيز الجهود نحو زيادة تدوير النفايات. وكما ذكر الباحثون، فإن المعلومات المعروفة حاليًا عن المعادن المختلفة قليلة جدًا، مما يصعّب على واضعي السياسات والتخطيط تطوير نظم تدوير النفايات. ومع ذلك، فمن المعروف أن تدوير النفايات يمكن أن يساهم أيضًا في توفير الطاقة وليس فقط الحد من الآثار السلبية على البيئة. على سبيل المثال، يتم توفير 95٪ من الطاقة المستخدمة لعمل الألومنيوم من خام البوكسيت عن طريق استخدام المواد المعاد تدويرها.
وقد حدد الباحثون نصيب كل فرد من المعادن التالية، بالنسبة لبعض البلدان (تم تحديد كمية الأسهم في معظمها للبلدان المتقدمة ولكن البيانات كانت متاحة أيضًا لبعض الدول النامية).
- معادن الإنشاءات الرئيسية: الألومنيوم، والنحاس، والحديد، والرصاص، والصلب، والفولاذ المقاوم للصدأ، والزنك
- المعادن النفيسة: الذهب، والبالاديوم، والبلاتين، والروديوم، والفضة
- المعادن المميزة: الإِثْمِد، والكادميوم، والكروم، والكوبالت، والمغنسيوم، والمنغنيز، والزئبق، والموليبدنوم، والنيكل، والقصدير، التيتانيوم، التنجستن

تقديرات مخزونات معادن الإنشاءات الرئيسية الموجودة قيد الاستخدام:
| المعدن                | عدد التقديرات | نسبة جميع التقديرات | سهم كل فرد (بالكيلو جرام) | المخزون لكل فرد في الدول الأكثر تقدمًا | المخزون لكل فرد فيالدول الأقل نموًا |
| --------------------- | ------------- | ------------------- | ------------------------- | ------------------------------------- | ---------------------------------- |
| الألومنيوم            | 9             | 7.4                 | 80                        | 350–500                               | 35                                 |
| النحاس                | 34            | 27.0                | 35–55                     | 140–300                               | 30–40                              |
| الحديد                | 13            | 10.7                | 2200                      | 7000–14000                            | 2000                               |
| الرصاص                | 20            | 16.4                | 8                         | 20–150                                | 1–4                                |
| الصلب                 |               | 0.8                 |                           | 7085                                  |                                    |
| الفولاذ المقاوم للصدأ | 5             | 4.1                 |                           | 80–180                                | 15                                 |
| الزنك                 | 14            | 11.5                | n/a                       | 80–200                                | 20–40                              |

## أسباب إعادة التدوير
بعض المخزونات الأساسية من المعادن النادرة المفيدة التي تقارب على النفاد. على سبيل المثال، الرينيوم يوجد فقط في سبعة أجزاء من كل مليار في القشرة الأرضية، مما يجعله واحدًا من أندر العناصر على وجه الأرض. ومع ذلك، فإن نقطة انصهاره العالية التي تصل إلى 3,186 درجة مئوية تجعله ذا قيمة في صناعة محركات الطائرات النفاثة. والطلب على هذا المعدن آخذ في الارتفاع، مع زيادة الرحلات الجوية، ولكن ندرته تجعل زيادة استخراجه أمرًا صعبًا. وهنا يأتي دور إعادة التدوير؛ فالرينيوم هو واحد من المعادن القليلة التي شهدت ارتفاعًا في معدلات إعادة التدوير. فمن المرجح أن إعادة التدوير ستصبح في المستقبل خيارًا قابلاً للتطبيق أكثر من استخراج المعادن الأخرى، حيث إنها توفر الطاقة، وتحد من الغازات المنبعثة إلى الغلاف الجوي والمسببة للاحتباس الحراري، وكذلك الحد من الآثار السلبية على البيئة.

## وصلات خارجية
- www.unep.org/resourcepanel/
- www.unep.org